# ダスユ
ダスユ（サンスクリット語 दस्यु）は、古代インドの宗教文献『リグ・ヴェーダ』に登場する名称で、インド・アーリア人の敵の部族を指すと考えられる。

## ダフユとダスユ
ダスユはサンスクリット語においては「敵」「奴隷」などの否定的な意味を伴っているが、『アヴェスター』に用いられるアヴェスター語における同系の語「ダフユ」には、否定的要素がない。これは『リグ・ヴェーダ』の「神（デーヴァ）」や「阿修羅（アスラ）」が、『アヴェスター』の「悪魔（ダエーワ）」や「神（アフラ・マズダー）」であるという関係と似ている。
「ダフユ」 (dahyu) は「人」「男」を意味する「ダフ」 (dah) から派生した語で、「民族」およびその「地方」を意味する。「ダフユ・パティ」 (dahyu-pati) とは、「族長」のことである。

## 『リグ・ヴェーダ』のダスユ
『リグ・ヴェーダ』においてダスユは「黒い」と表現されていて、比較的に肌の黒いドラヴィダ人に結びつけられ、「インドの先住民たるドラヴィダ人」に比定する学説が有力であった。ところが十王戦争においてスダース王は戦争の相手を「ダスユ」と呼んでいるが、その相手にはプル族などのインド・アーリア人も含まれている。したがって、必ずしもドラヴィダ人あるいは非アーリア人を指すのではないとも考えられる。「黒い」という表現が存在しても、必ずしも肌の色を述べているのではない、という説が近年は出ている。
ダスユは、ダーサとの区別がつき難い。しかし征服後に社会の一部に取り込まれたダーサと異なり、ダスユは徹底的に征伐する対象とされていたと考えられている。

## 現代におけるダスユ
現代においては、ダーサと同じように、ダスユは「神の僕」としての意味を有し、宗教的な文脈で用いられる名称となっている。